# Сантьяго Акасьєте
Сантьяго Акасьєте (ісп. Santiago Acasiete, нар. 22 листопада 1977, Кальяо) — перуанський футболіст, що грав на позиції захисника. Відомий за виступами в низці перуанських клубів та в іспанському клубі «Альмерія», а також у складі національної збірної Перу, у складі якої брав участь у 3 розіграшах Кубка Америки. Переможець Рекопи Південної Америки та Південноамериканського кубка.

## Клубна кар'єра
Сантьяго Акасьєте народився в місті Кальяо. У дорослому футболі дебютував 2001 року виступами за команду «Депортіво Ванка», в якій того року взяв участь у 42 матчах чемпіонату. У 2002 році грав у складі команди «Універсітаріо де Депортес». Наступного року Акасьєте перейшов до складу команди «Сьенсіано», у складі якого в 2003 році став володарем Південноамериканського кубку, а в 2004 році став переможцем Рекопи Південної Америки.
У 2004 році Сантьяго Акасьєте став гравцем іспанського клубу «Альмерія». Відіграв за клуб з Альмерії наступні 8 сезонів своєї ігрової кар'єри. Більшість часу, проведеного у складі «Альмерії», був основним гравцем захисту команди, загалом зіграв у її складі 200 матчів у чемпіонаті.
У 2012 році футболіст повернувся до команди «Сьенсіано», у складі якої вже виступав раніше, й у 2014 завершив виступи в професійних командах.

## Виступи за збірну
У 2004 році Сантьяго Акасьєте дебютував у складі національної збірної Перу. У складі збірної був учасником розіграшу Кубка Америки 2004 року у Перу, розіграшу Кубка Америки 2007 року у Венесуелі, та розіграшу Кубка Америки 2011 року в Аргентині, на якому в складі команди став бронзовим призером чемпіонату. У складі збірної грав до 2013 року, загалом протягом кар'єри в національній команді, провів у її формі 43 матчі, забивши 2 голи.

## Титули і досягнення
- Переможець Південноамериканського кубка (1):

«Сьєнсіано»: 2003
- Переможець Рекопи Південної Америки (1):

«Сьєнсіано»: 2004
Збірні
- Бронзовий призер Кубка Америки: 2011